# Solniki Małe
Solniki Małe est une localité polonaise de la gmina de Bierutów, située dans le powiat d'Oleśnica en voïvodie de Basse-Silésie.